# Realpolitik

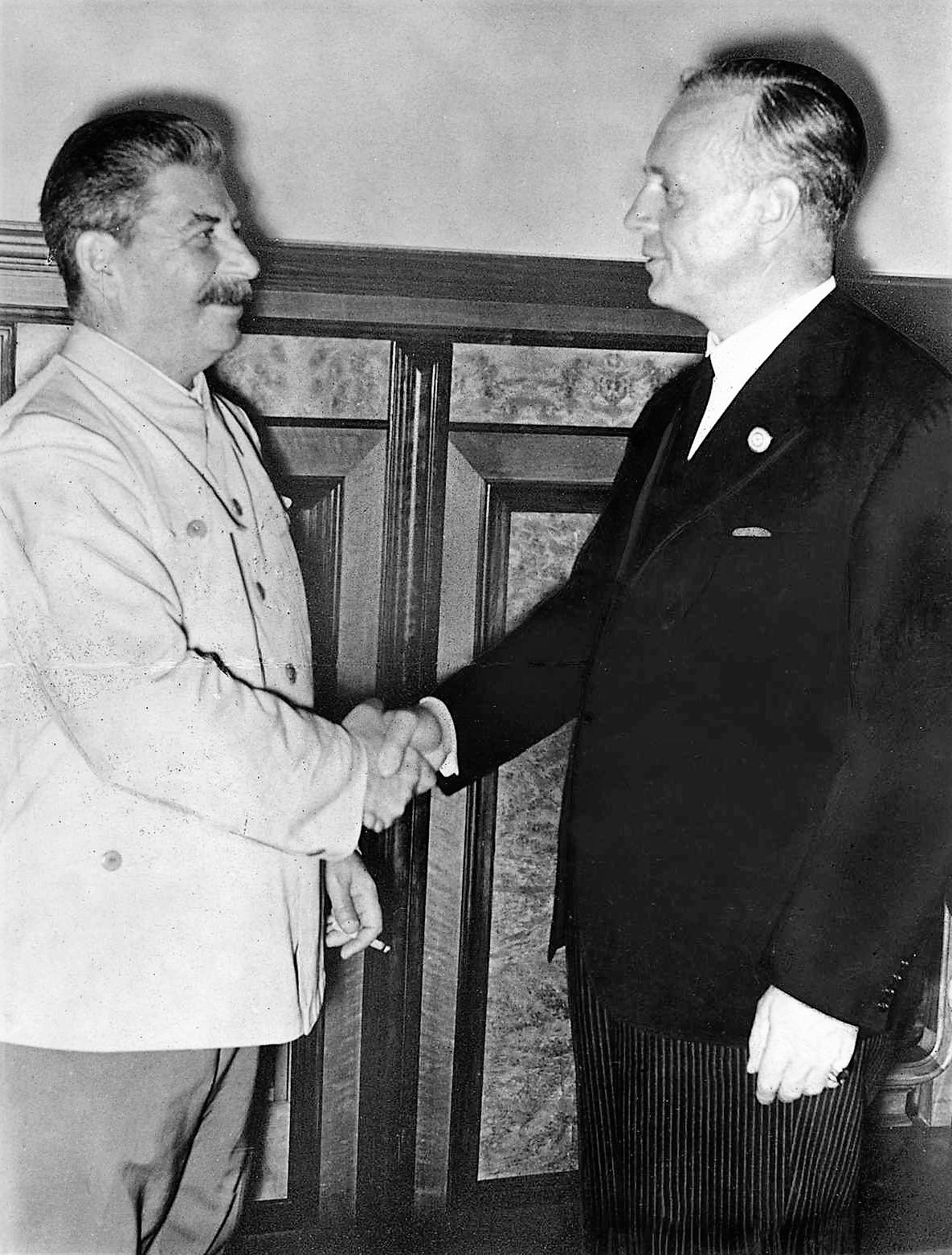
Von Ribbentrop en Stalin in 1939

Realpolitiek (Duits: Realpolitik) is een wijze van politiek bedrijven waarbij op een nuchtere, pragmatische manier de kosten en de baten van een bepaald beleid worden bekeken. Ideologie, politiek-filosofische overwegingen of ethiek worden bij die afweging achterwege gelaten. Realpolitik is dan ook een vorm van realisme. De term wordt over het algemeen gebruikt in een pejoratieve betekenis maar wordt in positievere zin ook gebruikt door technocratische politici. Politieke principes achterwege laten en bestuurlijke overwegingen de doorslag laten geven wordt wel beschouwd als machiavellisme. De Duitser August Ludwig von Rochau was de eerste politicus die de term introduceerde. Dit deed hij na de rumoerige tijden van de revolutie van 1848 waarna liberalen, confessionele conservatieven, royalisten en kapitalisten lijnrecht tegenover elkaar stonden. Aan de machthebbers was het de taak om met deze verschillende groepen zonder al te veel conflicten het land te besturen. Later werd het begrip Realpolitik ook uitgebreid naar de internationale politiek, omdat met alle verschillende regeringsvormen en religies in de omringende landen anders niets mogelijk zou zijn. Het was een politieke handelswijze die Otto von Bismarck in de negentiende eeuw uitzonderlijk goed beheerste en zodoende de macht van Pruisen en later het Keizerrijk Duitsland wist uit te breiden. 
Tegenstanders van realpolitik vinden dat voorstanders alles doen om het landsbelang te dienen. Er is volgens hen geen ruimte voor ethische of morele overwegingen wanneer politieke beslissingen genomen dienen te worden. De politicus in kwestie dient zodanig te werk te gaan, dat alle omringende landen vrienden zijn of in toom worden gehouden. De relatie van de buurlanden onderling is slechter dan de relatie tussen het land van de politicus in kwestie en de buurlanden. 
Voorstanders vinden echter dat ideologie geen (prominente) plaats zou moeten hebben in de politiek omdat ideologie juist tot gevaarlijke machtsspelletjes kan leiden. Met name als er dogmatische partijen aan de macht zijn. Ook zij noemen de nationaalsocialisten in Duitsland en de communisten in de Sovjet-Unie als redenen om ideologie geen te grote rol te laten spelen in de internationale politiek. De Koude Oorlog laat zien waartoe te veel ideologie kan leiden. In een land als Nederland is realpolitik een veel gebruikte tactiek door politici en hoge ambtenaren, juist vanwege de vele ver uiteenlopende meningen in het land. Het polderen zou men dan ook kunnen zien als een vorm van Realpolitik. Ook in de buitenlandse politiek vindt men dat bepaalde politieke posities met realpolitik zouden moeten worden bestierd, vaak technocratische ambten zoals de positie van de minister van Financiën. Hedendaagse voorstanders zeggen dat Realpolitik niet per se zonder ethische principes uitgevoerd hoeft te worden. Zolang men maar rekening houdt met de internationale rechten en verdragen die erkend worden door de VN. 
Een voorbeeld van realpolitik uit de twintigste eeuw is het Molotov-Ribbentroppact dat in 1939 werd gesloten tussen Nazi-Duitsland en de Sovjet-Unie. Hoewel nazi-Duitsland een fascistisch beleid voerde en de USSR communistisch was zetten deze twee wereldmachten hun ideologieën opzij voor het landsbelang zoals dat er uit beider gezichtspunt uitzag. Ook de doorbraak die Henry Kissinger in de jaren 70 van de twintigste eeuw bewerkstelligde in de verhoudingen tussen de VS en de Sovjet Unie en de VS en China wordt als een voorbeeld van Realpolitik gezien.
Vanuit bepaalde (linkse en rechtse) hoeken uit men kritiek op de politieke klasse van de afgelopen 20 jaar. Men vindt dat er te veel aan realpolitik wordt gedaan en dat ideologie begraven is. De grote ideologische discussies zoals men die kende in onder andere het Verenigd Koninkrijk met Margaret Thatcher in de 1980 of in België met Guy Verhofstadt in de jaren 1980 en 1990 zijn voorbij. Dossierkennis en strategisch machtsdenken hebben politieke en ethische principes vervangen aldus de critici. 